# Garsa verda ventregroga
La garsa verda ventregroga (Cissa hypoleuca) és un ocell de la família dels còrvids (Corvidae).

## Hàbitat i distribució
Habita els boscos densos, fins als 1500 m, al Sud-est Asiàtic al sud de la Xina, sud-est de Tailàndia, sud de Laos i sud del Vietnam.